# Heidi Köpfer
Heidi Köpfer (* 1954 in Basel) ist eine Schweizer Choreografin, Tänzerin und Videokünstlerin.

## Leben und Werk
Von 1975 bis 1980 studierte Heidi Köpfer verschiedene Tanztechniken im In- und Ausland. Seit 1977 unterrichtet sie Tanz. Von 1977 bis 1987 arbeitete sie als Lehrerin und Assistentin an der Othella Dallas Dance School Basel. 1988 begann sie die künstlerischen Möglichkeiten der Medien Tanz und Video zu erforschen und arbeitete mit diesen Medien an Lehrinstitutionen. Sie gründete 1987 ihre eigene Schule für Tanz in Basel. Es entstehen eigene Filmprojekte und Multimediaproduktionen mit anderen Künstlerinnen und Künstlern.

## Anerkennung und Preise
Motion erhielt 1989 einen Preis bei den "5ten Film und Videotagen der Region Basel" und 1990 den Hauptpreis aller Kategorien beim "Festival Semana International de Cine" in Teruel, Spanien. Changes wurde beim Festival "Ecrans sans frontières" in Mulhouse, Frankreich 1998 prämiert. Intermezzo bekam den "Hans-Züllig Prize" für den besten Tanzfilm sowie den "International Jury Award" an der "51. Mostra del Cortometraggio di Montecatini" "FILMVIDEO 2000" in Italien und ebenfalls 2000 den "Prix Eurorégion" beim 18ten internationalen französisch-spanischen "Festival Video D'Estavar-Llivia". Ihre Tanzfilme wurden weltweit bis 2019 an rund 250 Festivals und Veranstaltungen gezeigt, von diversen Fernsehstationen ausgestrahlt (u. a. SF DRS, 3-sat, TSI, Channel 4, VOX) und sind Teil von Videosammlungen.

## Choreografie und Tanz (Auswahl)
- 1977–1985 Auftritte als Tänzerin mit Othella Dallas, Syrinx Dance Company, eigener Tanzgruppe
- seit 1980 Choreografin
- seit 1984 Zusammenarbeit mit Fotografen
- 1989 Auftritt als Solotänzerin mit dem Teatro Clé in Freiburg i. B., Deutschland
- 1990 Solotänzerin im Musikvideoprojekt "Grand Bazar" von Raymond A. Schlosser, Zürich
- 1991 Tanzsolo "Begegnung", Kaserne Basel
- 1993 Tanzsolo "verstrickt”, Modern Dance Night, Welttanzfestival Basel
- Solotänzerin in der Multimedia-Performance "for some reason", Kaserne Basel (Video: Mirek Pazdera, Live-Elektronik: Günter Müller)
- Tanzsolo "Mobile I", Theaterhaus Gessnerallee Zürich, Kaserne Basel
- 1994 Solotänzerin in der Multimedia-Performance "record-rewind-PLAY", Zürich, Genf, Basel (Video: Brian D. Goff, Live-Elektronik: Günter Müller)
- 1995, Tanzsolo "Mobile II", Kaserne Basel, Théâtre de l’Arsenic, Lausanne
- seit 1997 Zusammenarbeit mit bildenden Künstlern
- 1997 Tänzerin in der Multimedia-Performance "spheres & mouvements", Sudhaus/Warteck Basel (Projektion: Heinz Schäublin, Klangkomposition: Urs Rickenbacher)
- Teilnahme am Mörserprojekt Basel mit den Tanzsoli "Waterworks" und "Hag"
- Solotänzerin in der Multimedia-Performance "Das rote Ding", Kaserne Basel (Projektion: Heinz Schäublin, Klangkomposition: Urs Rickenbacher)
- 1998–2005 Solotänzerin in den intermedialen Fotoprojekten "Camouflage" und "Megacity", diverse Ausstellungen (Fotografie: Jean-Pierre Addor, Projektion: Heinz Schäublin)
- 2000 Solotänzerin in der Tonbildschau "danse obscure", Performing Art Night, Unternehmen Mitte Basel und Gundeldinger Kunsthalle Basel (visuelle Gestaltung: Heinz Schäublin, Fotografie: Jean-Pierre Addor, Klangkomposition: Urs Rickenbacher)
- 2002 Solotänzerin in der Multimedia-Performance "Mutationen" (Projektion: Heinz Schäublin, Klangkomposition: Urs Rickenbacher), diverse Auftritte
- 2003 Solotänzerin in der Galerie Werkstatt Reinach (Installation: Heinz Schäublin, Live-Musik: Felix Probst)
- 2005 Tanzsolo "Transition I", Kaserne Basel
- 2006 Solotänzerin in den Fotoprojekten "Körperzelle" und "Flucht" (Fotografie: Rolf Bürgin)
- 2008 Solotänzerin in der Multimedia-Performance "Alice" (Projektion: Heinz Schäublin, Sounds: Tassilo Dellers), Imprimerie Basel
- Tänzerin im Fotoprojekt "Swan Lake" von Michael Koritschan
- 2009 Solotänzerin in der Multimedia-Performance "Im Garten Wunderland", Unternehmen Mitte Basel (Performance, Stimme, Sound: Nicoletta Stalder)
- 2010 Tanzsolo "ZwischenRaum I", E-Werk Freiburg i. B., Deutschland (Live-Marimbaphon: Hartmut Nold)
- 2012 Tanzsolo "ZwischenRaum II", Unternehmen Mitte Basel (Live-Marimbaphon: Hartmut Nold)
- 2012/13/16 Interaktive Tanzperformance "metoso", Werkraum Warteck pp Basel, Reithalle Bern, Kulturhaus Royal Baden (audiovisuelle Installation: Michel Winterberg)
- 2019 Choreographie "Just Bees and Things and Flowers", Duett mit dem Tänzer Jeremy Nedd, Theater Roxy, Birsfelden
- 2021/22 Tanzsolo "in memoriam", Triangel Meeting Basel, QuBa Basel
- 2023 Tanzsolo "Improvisation", QuBa Basel
- 2024 Tanzsolo "stuck" QuBa Basel

## Werke in Sammlungen und online
- Sammlung Neue Medien Baselland[8]
- Heure Exquise ! International centre for video arts[9]
- Link zur Datenbank von Stiftung SAPA, Schweizer Archiv der Darstellenden Künste, Stiftung SAPA, Fonds[10]
- Link zur Datenbank von Stiftung SAPA, Schweizer Archiv der Darstellenden Künste, Stiftung SAPA, Dossier[11]
- New York Public Library for the Performing Arts, Jerome Robbins Dance Division
- Deutsches Tanzfilminstitut Bremen
- Deutsches Tanzarchiv, Köln
- Internationales Musik und Medien Zentrum (IMZ), Wien

## Videos
- 1989: Motion, 13 Minuten, Beta SP
- 1991: Puzzle, 13 Minuten, Beta SP
- 1994: Mikado, 12 Minuten, Beta SP
- 1996: Changes, 15 Minuten, Beta SP
- 1999: Intermezzo, 13 Minuten, Beta SP
- 2001: Whatsoever, 17 Minuten, Digital Beta
- 2004: Korewori, 17 Minuten, Digital Beta
- 2007: Walls, 13 Minuten, DVCPRO50-DV
- 2011: Windchoreografie, 1 Minute, DV, in Zusammenarbeit mit Nicoletta Stalder
- 2018: Mara, 15 Minuten, QT HD-DCP, 25p